# Carlo Sgobbi
Carlo Sgobbi (Adria, 8 dicembre 1919 – ...) è stato un calciatore italiano, di ruolo centrocampista.

## Carriera
Giocò in Serie A con il Venezia per una stagione; ha inoltre giocato in Serie B con Novara e Spezia.

## Palmarès

### Club

#### Competizioni nazionali
- Prima Divisione: 1

Orbetello: 1938-1939